# Poa leibergii
Poa leibergii är en gräsart som beskrevs av Frank Lamson Scribner. Poa leibergii ingår i släktet gröen, och familjen gräs. Inga underarter finns listade i Catalogue of Life.